# Andrzej Kmieć
Andrzej Kmieć (ur. 1942 r.) – polski inżynier chemik. Profesor doktor habilitowany. Absolwent Politechniki Wrocławskiej. Od 1999 r. profesor na Wydziale Chemicznym Politechniki Wrocławskiej.